# Solbiate Olona
Solbiate Olona es una localidad y comune italiana de la provincia de Varese, región de Lombardía, con 5.589 habitantes.

## Evolución demográfica
| Gráfica de evolución demográfica de Solbiate Olona entre 1861 y 2001 |
|                                                                      |
| Fuente ISTAT - elaboración gráfica de Wikipedia                      |